# Książka dotykowa
Książka dotykowa – wydawnictwo książkowe zawierające wypukłe, często także ruchome elementy imitujące przedmioty życia codziennego, zwierzęta, itp., adresowane do dzieci niewidomych, niedowidzących lub z niepełnosprawnością intelektualną.
Książki dotykowe posiadają nieduży format, przeważnie są zbindowane lub połączone za pomocą sprężystej spirali. Tekst znajdujący się w książkach dotykowych powinien być wydrukowany w czarnym druku oraz jednocześnie w alfabecie Braille’a, aby umożliwić osobie niewidzącej, jak i pozostałym członkom rodziny wspólne czytanie.
Wydawnictwa dotykowe przede wszystkim przygotowują dziecko do późniejszej nauki czytania alfabetu Braille’a, a także ćwiczą czynności manualne, koordynację wzrokowo-ruchową, rozwijają język, uczą rozpoznawania i interpretowania kształtów, stymulują zmysł dotyku.